# Sergiu Gh. Condrea
Sergiu Gh. Condrea (n. 1900, Tulcea - d. 1982) a fost un inginer român, specialist în domeniul telecomunicațiilor și profesor la Institutul Politehnic din București. A avut cercetări și invenții privind comprimarea benzii de frecvențe a semnalelor de televiziune (1930 - 1935), precum și contribuții la analiza și sinteza rețelelor și sistemelor utilizate în telefonie, radiofonie și televiziune.

## Lucrări (selecție)
Inginerul Sergiu Gh. Condrea, profesor la Institutul Politehnic din București, a efectuat cercetări în domeniul rețelelor și sistemelor de telecomunicații. A brevetat la Paris o invenție privind bazele multiplexiunii cu diviziune de timp. În 1935 a inventat o metodă de comprimare a benzii de frecvență a semnalelor de televiziune. În anul 1958, împreună cu inginerii Ion (Iancu) Constantinescu și Edmond Nicolau, publică "Teoria informației", prima monografie românească în domeniu: Rețele și sisteme de telecomunicații. O introducere în teoria modernă a circuitelor (1972).